# Mangosta fosca
La mangosta fosca (Crossarchus obscurus) és un carnívor del gènere Crossarchus.

## Descripció
Es tracta d'una mangosta petita que té un cos que recorda vagament al dels mustèlids. El seu pelatge varia en color i textura, amb tendència a ser una barreja de marrons, grisos i grocs. La capa exterior del pelatge del cos està formada per pèls llargs i aspres, amb les puntes més clares, mentre que la capa interior és més espessa i els pèls són curts i clars. Les potes són de color marró fosc, i el pèl facial és menys espès i més curt que a la resta del cos.
Té unes extremitats curtes amb les plantes dels peus nues, i unes urpes que són més llargues a les extremitats del davant. La cua és curta (entre 14,6 i 21 centímetres), lleugerament rígida i amb forma cònica, les orelles són petites i el musell allargat. Els ulls són petits i foscos, i tenen les pupil·les en forma d'ovals allargats horitzontalment. Té una vista excel·lent i un agut sentit de l'olfacte, i un parell de glàndules anals.
La mida dels adults sol ser al voltant dels 51 centímetres, amb un pes de 750 grams.

## Distribució i hàbitat
La mangosta fosca viu a l'oest de l'Àfrica en països com Ghana, Costa d'Ivori, Libèria i Sierra Leone, i en altres estats, on s'ha exportat com a mascota.
Es diferencia d'altres mangostes principalment en l'elecció de l'hàbitat, el qual es troba generalment en zones boscoses properes a l'aigua, al contrari que la majoria d'espècies de mangosta, que tendeixen a preferir prats oberts o matollars semiàrids. Pot viure des del nivell del mar fins a alçades de 1.000 metres.

## Comportament
Aquesta mangosta és un animal molt social, que viu en petits grups familiars de 10 a 20 (o més) individus, amb una estricta estructura jeràrquica. Els diferents membres d'un grup familiar es comuniquen per mitjà de diverses vocalitzacions com poden ser xiulets, crits o grunyits.
Tot i que es tracta d'un animal terrestre, pot pujar als arbres amb certa facilitat. És un animal molt territorial, que marca el territori del seu grup familiar amb les secrecions de les glàndules odoríferes, i el qual defensa contra invasors, fins i tot contra aquells de mida molt més gran. En aquest sentit, presenta algunes mostres d'amenaça, com són diversos grunyits i esbufecs, arquejament de l'esquena, o erigeix el pèl. El grup familiar és nòmada, i no esta massa temps en una zona concreta del seu territori. Donat que es desplacen sovint, troben refugi en forats als arbres, caus d'altres animals, o termiters.
S'alimenten del que troben a prop i a la vora de l'aigua, juntament amb l'aliment que troba en el terra densament cobert de vegetació dels boscos, així com en antics terrenys agrícoles que han estat reforestats.

## Dieta
Les mangostes fosques són cercadors d'aliment actius i excel·lents excavadors, que tenen una dieta molt variada. La seva dieta és principalment carnívora, i està formada per insectes, larves, crancs de riu, i petits rèptils i rosegadors.
La seva vista i el seu olfacte els fan experts caçadors de petites preses, a les quals donen mort d'una mossegada al clatell. També s'alimenten, en petites quantitats, de fruita i baies.

## Reproducció
A causa de la seva estructura social jeràrquica, només als membres dominants dels grups familiars, se'ls permet reproduir-se. En aquest sentit, els descendents de membres subordinats, sovint són morts i ingerits per membres dominants del grup.
La maduresa sexual s'assoleix entre els 9 i els 12 mesos d'edat. Les femelles poden arribar a tenir fins a 9 cicles estrals i 3 ventrades per any. El període de gestació té una durada aproximada de 8 setmanes, després de les quals les femelles donen a llum entre 2 i 4 cadells, tot i tenir 6 mugrons. Les cries neixen amb una mida aproximada de 13 mil·límetres, i tenen els ulls tancats i un pelatge gruixut. Després de 12 dies, comencen a obrir els ulls i a explorar l'entorn, i al voltant de les tres setmanes, les mares deslleten les cries, els creix el pèl, i comencen a cercar aliment pels seus propis mitjans. Entre els 6 i 9 mesos, assoleixen la mida d'adultes.
La seva esperança de vida en captivitat és de 10 anys.

## En captivitat
A causa del fet que són fàcils d'entrenar i al seu comportament social, sovint són venudes com a mascotes i també se les pot trobat en molts parcs zoològics d'arreu del món. Tenen tendència a sentir-se molt unides amb el seu propietari, però no toleren gaire bé la presència d'altres mascotes. Donat que són animals molt actius, necessiten molt d'espai per satisfer el seu instint natural errant. Sense aquest espai, tendeixen a mostrar-se passives i poden actuar amb agressivitat. Les seves necessitats alimentàries es poden satisfer fàcilment amb els gríl·lids, escarabats i ratolins disponibles a la venda, juntament amb menjar per a gats.
En captivitat, el risc de patir obesitat és elevat, i s'ha de tenir cura que la seva dieta sigui variada, i realitzi la quantitat d'exercici apropiada. Sovint tracten de menjar gairebé qualsevol cosa que se'ls ofereixi o que els sembli remotament comestible, i poden mostrar-se fàcilment agressives si se'ls intenta prendre el que creuen que és aliment.
La cria en captivitat no és comuna, però s'ha produït.

## Estat de conservació
La mangosta fosca no està considera sota amenaça o en perill, i malgrat que no es coneix el nombre exacte d'individus que viuen a la natura, no és considerada en risc.